# David di Donatello al millor muntatge
El premi David di Donatello al millor muntatge (en italià: David di Donatello per il miglior montatore) és un premi de cinema que anualment atorga l'Acadèmia del Cinema Italià (ACI, Accademia del Cinema Italiano) per reconèixer la destacada edició o muntatge en una pel·lícula italiana estrenada l'any anterior a la cerimònia. El premi es va donar per primera vegada el 1981.

## Guanyadors
Els guanyadors del premi han estat:

### Anys 1981-1989
- 1981
  - Ruggero Mastroianni - Camera d'albergo
  - Nino Baragli - Bianco, rosso e Verdone
  - Enzo Meniconi - La baraonda
- 1982
  - Ruggero Mastroianni - Storie di ordinaria follia
  - Franco Letti - Le occasioni di Rosa
  - Roberto Perpignani - Sogni d'oro
- 1983
  - Roberto Perpignani - La notte di San Lorenzo
  - Raimondo Crociani - Il mondo nuovo
  - Ruggero Mastroianni - Amici miei - Atto IIº
- 1984
  - Raimondo Crociani - Ballando ballando
  - Franco Fraticelli - Mi manda Picone
  - Ruggero Mastroianni - E la nave va
- 1985
  - Ruggero Mastroianni - Carmen
  - Roberto Perpignani - Kaos
  - Nino Baragli - Segreti segreti
- 1986
  - Ruggero Mastroianni - Speriamo che sia femmina
  - Nino Baragli, Ugo De Rossi i Ruggero Mastroianni - Ginger e Fred
  - Luigi Zita - Un complicato intrigo di donne, vicoli e delitti
- 1987
  - Francesco Malvestito - La famiglia
  - Amedeo Salfa - Regalo di Natale
  - Jane Seitz - Il nome della rosa
- 1988
  - Gabriella Cristiani - L'últim emperador
  - Nino Baragli - Intervista
  - Enzo Meniconi – Ulls negres
- 1989
  - Ermanno Olmi - La leggenda del santo bevitore
  - Gabriella Cristiani - Francesco
  - Nino Baragli - Il piccolo diavolo

### Anys 1990-1999
- 1990
  - Nino Baragli - La voce della luna
  - Simona Paggi - Porte aperte
  - Amedeo Salfa - Storia di ragazzi e di ragazze
  - Nino Baragli - Turné
  - Ruggero Mastroianni - Dimenticare Palermo
- 1991
  - Nino Baragli - Mediterraneo
  - Mirco Garrone - Il portaborse
  - Angelo Nicolini - La stazione
  - Franco Fraticelli - Ragazzi fuori
  - Carla Simoncelli - Ultrà
- 1992
  - Antonio Siciliano - Maledetto il giorno che t'ho incontrato (ex aequo)
  - Simona Paggi - Il ladro di bambini (ex aequo)
  - Claudio Di Mauro - Il muro di gomma
- 1993
  - Carla Simoncelli - La scorta
  - Nino Baragli - Jona che visse nella balena
  - Jacopo Quadri - Morte di un matematico napoletano
- 1994
  - Carlo Valerio - Padre e figlio
  - Nino Baragli - Per amore, solo per amore
  - Marco Garrone - Caro diario
- 1995
  - Roberto Perpignani - Il postino
  - Ruggero Mastroianni - Sostiene Pereira
  - Simona Paggi - Lamerica
  - Jacopo Quadri - L'amore molesto
- 1996
  - Cecilia Zanuso - Pasolini, un delitto italiano
  - Ugo De Rossi - Palermo Milano solo andata
  - Massimo Quaglia - L'uomo delle stelle
  - Pietro Scalia - Io ballo da sola
  - Carla Simoncelli - Vite strozzate
- 1997
  - Ruggero Mastroianni i Bruno Sarandrea - La tregua
  - Francesca Calvelli – Il principe di Homburg
  - Massimo Fiocchi - Nirvana
  - Mirco Garrone - Il ciclone
  - Roberto Perpignani - Marianna Ucrìa
- 1998
  - Jacopo Quadri - Teatro di guerra
  - Simona Paggi - La vita è bella
  - Jacopo Quadri - Ovosodo
- 1999
  - Esmeralda Calabria - Fuori dal mondo
  - Massimo Paglia - La leggenda del pianista sull'oceano
  - Cecilia Zanuso - Matrimoni

### Anys 2000-2009
- 2000
  - Carla Simoncelli - Canone inverso - Making Love
  - Jacopo Quadri - Garage Olimpo
  - Cecilia Zanuso - Ormai è fatta!
- 2001
  - Claudio Di Mauro - L'ultimo bacio
  - Esmeralda Calabria - La stanza del figlio
  - Roberto Missiroli - I cento passi
- 2002
  - Paolo Cottignola - Il mestiere delle armi
  - Carlotta Cristiani -Brucio nel vento
  - Massimo Fiocchi - Amnèsia
- 2003
  - Cecilia Zanuso - El Alamein - La linea del fuoco
  - Claudio Di Mauro - Ricordati di me
  - Patrizio Marone - La finestra di fronte
  - Amedeo Salfa - Il cuore altrove
  - Marco Spoletini - L'imbalsamatore
- 2004
  - Roberto Missiroli - La meglio gioventù
  - Francesca Calvelli - Buongiorno, notte
  - Claudio Di Mauro - Che ne sarà di noi
  - Patrizio Marone - Non ti muovere
  - Jacopo Quadri - The Dreamers - I sognatori
- 2005
  - Claudio Cutry - Certi bambini
  - Claudio Cormio - Dopo mezzanotte
  - Claudio Di Mauro - Manuale d'amore
  - Giogiò Franchini - Le conseguenze dell'amore
  - Patrizio Marone - Cuore sacro
  - Simona Paggi - Le chiavi di casa
- 2006
  - Esmeralda Calabria – Romanzo criminale
  - Osvaldo Bargero - La febbre
  - Claudio Di Mauro - Il mio miglior nemico
  - Luciana Pandolfelli - Notte prima degli esami
  - Cecilia Zanuso - La bestia nel cuore
- 2007
  - Mirco Garrone - Mio fratello è figlio unico
  - Francesca Calvelli - Il regista di matrimoni
  - Maryline Monthieux - Nuovomondo
  - Massimo Quaglia - La sconosciuta
  - Patrizio Marone - Saturno contro
- 2008
  - Giogiò Franchini - La ragazza del lago
  - Paolo Cottignola - La giusta distanza
  - Carlotta Cristiani - Giorni e nuvole
  - Eduardo Crespo, Giorgio Diritti - Il vento fa il suo giro
  - Angelo Nicolini - Caos calmo
- 2009
  - Marco Spoletini - Gomorra
  - Esmeralda Calabria - Giulia non esce la sera
  - Luciana Pandolfelli - Ex
  - Cristiano Travaglioli - Il divo
  - Cecilia Zanuso - Si può fare

### Anys 2010-2019
- 2010
  - Francesca Calvelli - Vincere
  - Massimo Quaglia - Baarìa
  - Giorgio Diritti e Paolo Marzoni - L'uomo che verrà
  - Simone Manetti - La prima cosa bella
  - Patrizio Marone - Mine vaganti
- 2011
  - Alessio Doglione - 20 sigarette
  - Mirco Garrone - La nostra vita
  - Jacopo Quadri - Noi credevamo
  - Francesca Calvelli - Sorelle Mai
  - Consuelo Catucci - Vallanzasca - Gli angeli del male
- 2012
  - Roberto Perpignani - Cesare deve morire
  - Patrizio Marone - ACAB - All Cops Are Bastards
  - Esmeralda Calabria - Habemus Papam
  - Francesca Calvelli - Romanzo di una strage
  - Cristiano Travaglioli - This Must Be the Place
- 2013
  - Benni Atria - Diaz - Don't Clean Up This Blood
  - Clelio Benevento - Viva la libertà
  - Walter Fasano - Viaggio sola
  - Massimo Quaglia - La migliore offerta
  - Marco Spoletini - Reality
- 2014
  - Cecilia Zanuso - Il capitale umano
  - Giogiò Franchini - Miele
  - Patrizio Marone - Allacciate le cinture
  - Cristiano Travaglioli - La grande bellezza
  - Gianni Vezzosi - Smetto quando voglio
- 2015
  - Cristiano Travaglioli - Anime nere
  - Francesca Calvelli - Hungry Hearts
  - Jacopo Quadri - Il giovane favoloso
  - Massimo Fiocchi, Chiara Griziotti - Italy in a Day - Un giorno da italiani
  - Clelio Benevento - Mia madre
- 2016
  - Andrea Maguolo, amb la col·laboració de Federico Conforti - Lo chiamavano Jeeg Robot
  - Jacopo Quadri - Fuocoammare
  - Consuelo Catucci - Perfetti sconosciuti
  - Patrizio Marone - Suburra
  - Cristiano Travaglioli - Youth - La giovinezza (Youth)
- 2017
  - Gianni Vezzosi - Veloce come il vento
  - Consuelo Catucci - 7 minuti
  - Chiara Griziotti - Indivisibili
  - Cecilia Zanuso - La pazza gioia
  - Alessio Doglione - La stoffa dei sogni
- 2018
  - Affonso Gonçalves - A Ciambra
  - Federico Maria Maneschi - Ammore e malavita
  - Massimo Quaglia - La ragazza nella nebbia
  - Stefano Cravero - Nico, 1988
  - Consuelo Catucci - The Place
- 2019
  - Marco Spoletini - Dogman
  - Jacopo Quadri, Natalie Cristiani - Capri-Revolution
  - Walter Fasano - Call Me by Your Name
  - Giogiò Franchini - Euforia
  - Chiara Vullo - Sulla mia pelle

### Anys 2020-2029
- 2020
  - Francesca Calvelli - Il traditore
  - Gianni Vezzosi - Il primo re
  - Jacopo Quadri - Il sindaco del rione Sanità
  - Aline Hervé, Fabrizio Federico - Martin Eden
  - Marco Spoletini - Pinocchio